# Leni Riefenstahl
Helene Berta Amalie "Leni" Riefenstahl (Berlin, 22. kolovoza, 1902. – Pöcking, 8. rujna, 2003.) bila je njemačka glumica, filmska producentica. Zbog svog propagandnog rada u službi nacističkog režima Adolfa Hitlera smatra se izuzetno kontroverznom ličnošću u povijesti kinematografije. Istovremeno, filmolozi i povjesničari filma ističu redateljsku i montažersku inovativnost Leni Riefenstahl te vizualnu dojmljivost njezinih radova. 
Riefenstahl je ostala poznata kao inovator u pogledu korištenja novih filmskih tehnika i vrhunski estet. Njeni najpoznatiji redateljski radovi vezani su uz propagandne dokumentarne filmove iz vremena nacističke Njemačke, kada je bila omiljena redateljica Adolfa Hitlera. Među tim rad posebno se ističe Olimpijada, film snimljne za vrijeme Olimpijskih igara u Berlinu 1936, u kojem je Riefenstahl primijenila niz inovativnih filmskih tehnika, poput postavljanja kamere na tračnice u svrhu boljeg praćenja sportaša u pokretu. 
Nakon rata, iako nikad izravno optužena za ratne zločine, bila je odbačena od filmske industrije i gotovo do smrti više nije snimala dugometražne filmove. Ipak, ostala je aktivna u umjetničkom radu, posebno na području fotografije.
Unatoč neospornoj umjetničkoj vrijednosti njezinih radova, karijera joj je ostala obilježena kontroverznom suradnjom s nacističkim režimom. Njezini filmovi predstavljaju najsnažnija propagandna ostvarenja Hitlerove Njemačke. Također, postoje sumnje da je za potrebe snimanja masovnih scena u svojim dokumentarnim filmovima koristila statiste iz sabirnih logora. Isti su ljudi nakon snimanja navodno vraćeni u logore gdje je većina izgubila živote.
Prema tvrdnjama povjesničara filma Davida Cooka, nacistička Njemačka gotovo da i nije proizvela filmove od značajnije umjetničke vrijednosti, izuzev "dva snažna i uznemirujuća filma" (Trijumf volje, 1935., Olimpijada, 1938.) koja je režirala upravo Riefenstahl.

## Mladost i počeci karijere
Leni Riefenstahl rođena je 22. kolovoza 1902. godine u Berlinu pod imenom Helene Bertha Amalie Riefenstahl, u obitelji bogatih njemačkih roditelja. Učila je slikarstvo i umjetničku je karijeru započela kao baletna plesačica. Proslavila se kada ju je kazališni redatelj Max Reinhardt zaposlio u berlinskom Deutsches Theater. Međutim, nakon što je ozlijedila koljeno morala je odustati od karijere baletne plesačice. Nakon toga se okrenula filmskoj industriji te se isprva afirmirala kao glumica, a zatim i kao redateljica, producentica te reporterka. Kao privlačna i sportski građena plavuša, debitirala je u prvom tzv. planinskom filmu Sveto brdo (njem. Der hellige Berg, 1926.). Uloge je ostvarila i u filmovima Veliko Proljeće (Der große Sprung, 1927.) te Bijeli pakao Piz Palüa (njem. Die weiße Hölle vom Piz Palü, 1929.). Godine 1932. producirala je i režirala film Plavo svijetlo (njem. Das Blaue Licht) koji je od kritike doživljen kao vizualno dojmljiv rad. Film je osvojio srebrnu medalju na Venecijanskom filmskom festival.

## Redateljska karijera u nacističkoj Njemačkoj
Kako bi nacisti ostvarili što učinkovitiju propagandu putem filmskog medija, angažirali su Leni Riefenstahl koja se ubrzo afirmirala kao ključna autorica Hitlerovog režima. Naime, nacisti su zamijetili njezin film Plava svjetlost koji ih je impresionirao u pogledu vizualnog stila i vještog kadriranja. Ministarstvo narodnog prosvjećenja i propagande na čelu s Josephom Goebbelsom ponudilo joj je snimanje kratkometražnog dokumentarnog filma o zasjedanju Nacionalsocijalističke stranke. Riefenstahl je prihvatila posao te je 1933. godine snimila film pod nazivom Pobjeda uvjerenja (njem. Der Sieg des Glaubens) koji je nakon Drugog svjetskog rata izgubljen. Nakon toga je angažirana kako bi 1934. snimila dugometražni film posvećen VI. kongresu Nacionalsocijalističke njemačke radničke stranke u Nürnbergu. Film naslovljen Trijumf volje (njem. Triumph des Willens) kasnije je ocijenjen kao jedan od najutjecajnijih propagandnih uradaka svih vremena. Uz gotovo neograničena sredstva, Riefenstahl i njezini asistenti s više su kamera snimali stotine tisuća ljudi prisutnih na kongresu Hitlerove stranke. Naposljetku, iako je film snimljen za šest dana, montaža je potrajala gotovo osam mjeseci. Nakon uspjeha Trijumfa volje, Riefenstahl je stekla golemo Hitlerovo povjerenje kao najvažnija redateljica nacističke Njemačke.
Kao afirmirana redateljica angažirana je kako bi snimila reportažu s Olimpijskih igara u Berlinu 1936. godine. Rezultat je bio impresivni četverosatni dvodijelni film Olimpijada (njem. Olympia). Radeći na ovom filmu Riefenstahl je koristila nove tehnike kadriranja i montaže, izvršivši golemi utjecaj na buduća izvještavanja sa sportskih natjecanja i snimanja reklamnih sadržaja. Film je montiran osamnaest mjeseci i prikazan je 1938. godine. Olimpijada je dobila izvrsne kritike te je osvojila glavnu nagradu na filmskom festivalu u Veneciji. Riefenstahl je planirala karijeru nastaviti u Hollywoodu no njezina bespogovorna podrška Hitleru i izbijanje rata onemogućili su joj rad u SAD-u. Nastavila je s karijerom u Njemačkoj te je 1939. pratila njemačku invaziju na Poljsku. Godine 1940. započela je snimanje filma Dolina (njem. Tiefland), prema istoimenoj operi Eugena d'Alberta. Film je završila 1954. godine.

## Kraj Drugog svjetskog rata, uhićenje i suđenje
Početkom 1945., shvativši da je vojna situacija za Njemačku postala neodrživa, Riefenstahl je napustila Berlin s namjerom da se vrati majci u Austriju, koja je do samog kraja rata ostala pod kontrolom Reicha. Na putu do majke, Riefenstahl su – zajedno s grupom civila s kojima je putovala – uhitili američki vojnici i odveli u zarobljenički logor. Pred kraj rata brojni članovi nacističke stranke i drugi dužnosnici Hitlerovog režima koristili su lažne dokumente i prerušavali se kako bi izbjegli kaznu i odmazdu. Zbog toga je uvedena praksa zadržavanja i ispitivanja sumnjivih osoba sve dok se ne bi obavila legitimacija. Nakon provjere identiteta, većina bi bila puštena na slobodu. Riefenstahl, ne znajući da se radi o rutinskoj proceduri, pokušala je više puta pobjeći iz logora, no ponovno bi bila uhvaćena. Uporno je odbacivala sve optužbe o suradnji s nacistima, tvrdeći da njezini filmovi nisu bili komercijalno uspješni te da su imali isključivo umjetničku vrijednost. Branila se tvrdnjom da je poput većine Nijemaca bila zavedena Hitlerovom retorikom te da nije znala za postojanje koncentracijskih logora. Tijekom procesa denacifikacije četiri puta je izvedena pred sud. Na koncu je klasificirana kao Mitläufer, odnosno simpatizer nacističkog režima. Iako nikada nije bila članica nacističke stranke, njezino se ime – zbog propagandnih filmova koje je snimila za Hitlera – nakon rata nepovratno vezivalo uz nacistički režim. Do kraja života ustrajno je tvrdila da nije znala za nacističke zločine te da je poput brojnih drugih Nijemaca vjerovala da Hitler ima rješenja za tadašnje probleme njemačkog naroda.

## Život nakon Drugog svjetskog rata
Nakon rata, Riefenstahl je izgubila status i ugled kojeg je uživala za vrijeme nacističkog režima. Dugo je izbjegavala medijski popraćena društvena događanja. Godine 1947. deportirana je iz Austrije te se preselila München. Tijekom 1950-ih i 1960-ih putovala je Europom u potrazi za investitorima koji bi financirali njezine projekte, no nije uspjela osigurati potrebna sredstva za svoje zamisli. U Španjolskoj je planirala snimiti dokumentarni film posvećen toj zemlji, njezinim ljudima i običajima, no projekt nikada nije ostvaren.
Nakon što je pročitala roman Ernesta Hemingwaya Zeleni bregovi Afrike (1935.), Riefenstahl se počela zanimati za put u Afriku. Želja joj se ostvarila 1956. godine kada je uspjela otputovati u Keniju. Tijekom putovanja istočnom Afrikom doživjela je tešku prometnu nesreću i provela nekoliko tjedana u bolnici u Nairobiju. Unatoč ozljedama, uspjela je fotografirati pripadnike naroda Masai. Afrička plemena postala su njezina nova umjetnička inspiracija. Naposljetku, budući da nije mogla osigurati potrebna sredstva za planirane filmske projekte, okrenula se fotografiji. Njezini fotografski albumi Die Nuba (1974.) i Die Nuba von Kau (1976.) izazvali su podijeljene reakcije. Susan Sontag, američka književnica i kritičarka, u časopisu The New York Review of Books oštro ih je kritizirala, tvrdeći da Riefenstahl i dalje njeguje fašističku estetiku – veličanje biološke superiornosti, moći i vitalnosti. S druge strane, kritičarka Eudora Welty pohvalila je njezinu upotrebu svjetla i kontrasta boja.
Riefenstahl je 1972. fotografirala Olimpijske igre u Münchenu te Micka Jaggera i njegovu suprugu Biancu za The Sunday Times. Bila je počasna gošća na Olimpijadi 1976. u Montrealu. Godine 1975., Art Directors Club für Deutschland dodijelio joj je zlatnu medalju za najbolje fotografsko postignuće godine. Neke od svojih fotografija uspjela je prodati njemačkim časopisima. 
Osim Afrike, zanimala se i za podmorski svijet. Godine 1978. objavila je album podmorskih fotografija Koraljni vrtovi (njem. Korallengärten), a 1990. knjigu Čuda pod vodom (njem. Wunder unter Wasser). Na svoj stoti rođendan, 22. kolovoza 2002., objavila je svoj posljednji film, Dojmovi pod vodom (njem. Impressionen unter Wasser), idealizirani prikaz života u oceanima i podvodnih krajolika.
Nekoliko godina prije smrti dijagnosticiran joj je rak. Dan nakon proslave 101. rođendana, 22. kolovoza 2003., njezino se zdravstveno stanje naglo pogoršalo. Umrla je u snu 8. rujna 2003. u svome domu u Pöckingu. Nakon kremacije, njezina urna položena je na groblju Waldfriedhof u Münchenu.

## Redateljska filmografija
- Plava svjetlost (1932.)
- Pobjeda uvjerenja (1933.)
- Trijumf volje (1935.)
- Dan slobode! – Naš Wehrmacht! (1935.)
- Olimpijada (1938.)
- Dolina (1954.)
- Dojmovi pod vodom (2002.)